# Lasioglossum appositum
Lasioglossum appositum là một loài Hymenoptera trong họ Halictidae. Loài này được Rayment mô tả khoa học năm 1939.

## Hình ảnh

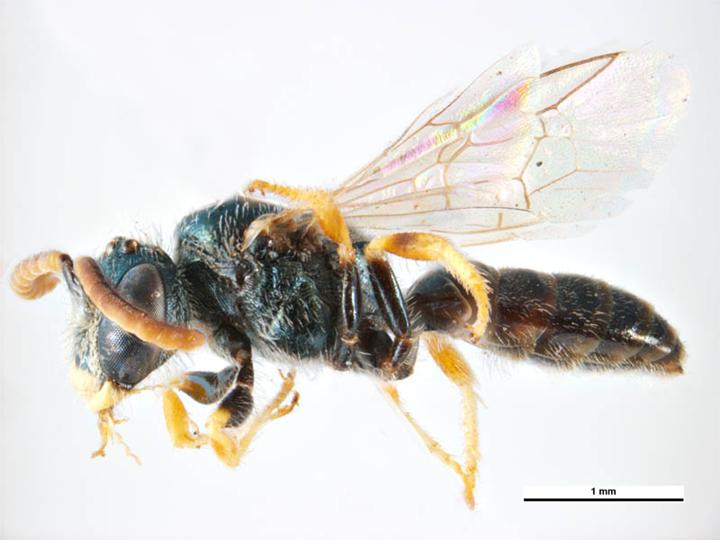